# Mya-Rose Craig
Mya-Rose Craig (Somerset, 7 mei 2002), ook bekend als Birdgirl (Nederlands: Vogelmeisje) is een Brits-Bengaals ornitholoog en activist.

## Biografie

### Eerste stappen in de ornithologie

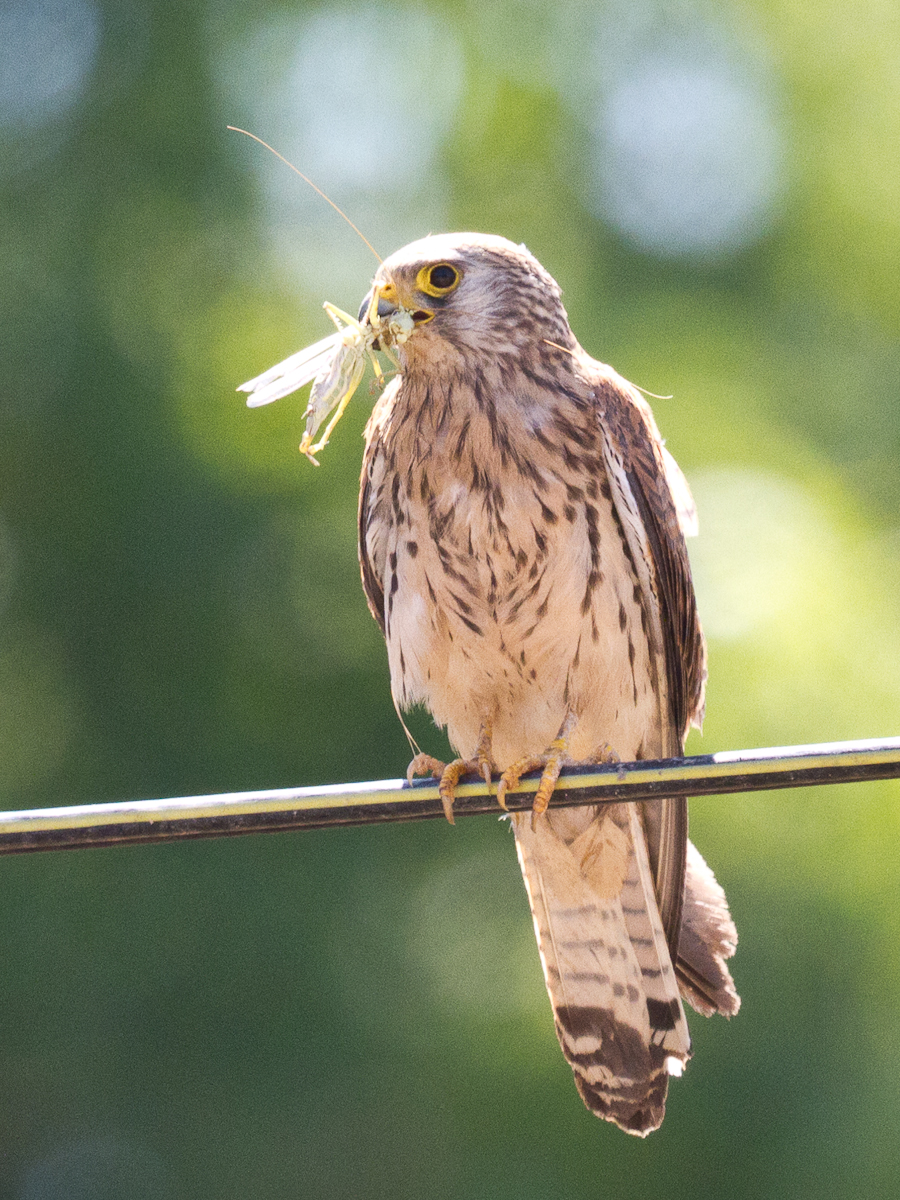
Een kleine torenvalk, de eerste vogelsoort die Craig (onbewust) heeft gespot

In 2002 werd Craig geboren als dochter van Chris en Helena Craig. Toen ze negen dagen oud was ging ze met haar ouders voor het eerst vogels spotten. Haar vader had gehoord dat er een kleine torenvalk te zien was op de Scilly-eilanden. Craigs vierde woord zou birdie (vogeltje) geweest zijn. Op 7 mei 2005, haar derde verjaardag, begon ze de vogels die ze had waargenomen op te lijsten. Toen Craig acht jaar was verstoorde haar moeders bipolaire stoornis het gezinsleven. Helena had afwisselend last van aan manie en inertie, waardoor zowel Helena als Chris ontslagnamen, zodat hij fulltime voor haar kon zorgen. De familie trok meer dan ooit de natuur in om hun problemen even achter hen te laten. Die zomer bezocht Craig met haar familie voor het eerst Zuid-Amerika, tijdens een vakantie van drie weken in Ecuador. Het was hier dat ze haar passie voor ornithologie ontdekte.

### Het begin van Birdgirl
Toen Craig in 2010 voor het eerst in Ecuador was, had ze een eigen e-mailadres nodig. Ze bedacht de naam Birdgirl, die sindsdien haar bijnaam is geworden. Wanneer ze later dat jaar opnieuw naar school moest, kreeg ze te maken met racisme. Craigs familie langs moederskant is deels afkomstig uit Sylhet in Bangladesh, waardoor ze er “anders” uitzag dan haar medeleerlingen. Anderzijds voelde ze zich ook anders dan haar Bengaalse familie en hun cultuur. Wanneer haar zus Ayesha Ahmed-Mendoza na de bevalling van haar eerste dochter minder ging vogelspotten met Craig, voelde ze zich ook daar anders dan de anderen, samen met haar moeder als enige behorend tot een etnische minderheid. Later besefte ze dat ze multifaceted was; ze bestaat uit verschillende achtergronden die haar maken tot wie ze is, en dat is voor haar naast een nadeel ook een voordeel. In 2012 werd het racisme haar te veel, en dus besloten haar ouders om zes maanden naar Zuid-Amerika te trekken. Daar had ze contact met de inheemse bevolking van Amerika.
Toen Craig elf jaar was startte ze haar blog, die ze Birdgirl doopte. Hierop deelde ze haar laatste waarnemingen en besprak ze de klimaatproblematiek. Haar drieduizendste vogelsoort, de geelnekprieelvogel, spotte ze datzelfde jaar in Queensland in Australië. Ze was de jongste persoon ooit om drieduizend verschillende soorten te zien. Ook met haar vier- en vijfduizendste waargenomen soort (respectievelijk een roodkeelmees in Kenia en een grijze gors in Spanje) behaalde Craig dit record. In augustus 2019, op haar zeventien jaar, spotte ze voor het eerst een harpij, in het Braziliaanse amazonewoud, en hierdoor werd ze de jongste persoon die de helft van alle bekende vogelsoorten zag, namelijk 5369.

### Campagnevoerder
Naast ornitholoog is Craig campagnevoerder voor gelijkheid in de biologie en de ecologie. Op haar dertiende organiseerde ze haar eerste kamp, Camp Avalon, om samen met andere jongeren van de natuur te genieten. Ze besefte echter dat de meeste deelnemers, buiten zijzelf, wit gingen zijn. Ze wist lastminute vijf jongens van kleur te overtuigen om mee te gaan, en het kamp werd een succes. Het jaar erna pakte Craig het anders aan. Na tal van ngo’s te contacteren, merkte ze dat er weinig tot niets werd gedaan aan het diversiteitsprobleem. Vervolgens organiseerde ze een bijeenkomst, getiteld Race Equality in Nature, om het bewustzijn van de ongelijkheid in de natuur aan te kaarten. Ze liet onder andere bejaarden aan het woord, die in de jaren vijftig en zestig naar het Verenigd Koninkrijk waren gekomen, om over hun ervaringen met de natuur te spreken. Er werd echter geen gevolg aan gegeven door de aanwezige organisaties, dus richtte Craig dat jaar Black2Nature op, een organisatie met als ambitie de representatie van etnische minderheden in de bio- en ecologie te verhogen. Haar voornaamste doel is kampen organiseren voor kinderen uit grootsteden, die anders de kans niet zouden hebben om het platteland en de bijhorende natuur te beleven. Uit onderzoek blijkt inderdaad dat 97 procent van de personen die actief zijn in de milieusector zich identificeren als witte Britten. Enkel in de landbouwsector is er nog minder diversiteit aanwezig. In 2019 volgde er een tweede editie van haar bijeenkomst, Race Equality in Nature: The Next Generation.
Toen ze zestien was ging Craig een maand naar Kenia, waar ze gesprekken had met de lokale bevolking en onder andere zonnepanelen plaatste in Masaihutten. Daarna trok ze verder rond in Oost-Afrika en Madagaskar om vogels te spotten. Begin 2021 begon Craig de podcast Get Birding, waarmee ze vogelspotten toegankelijk wil maken voor iedereen. Door diverse gasten uit te nodigen trachtte ze om ook niet-stereotype beelden van natuurbeleving aan bod te laten komen. Daarnaast begon ze dat jaar haar studies Mens-, Sociale en Politieke Wetenschappen aan het St John's College van de Universiteit van Cambridge.

## Publicaties
Craig schreef verschillende boeken. Haar boek We Have a Dream belicht dertig jonge mensen, waaronder Autumn Peltier, Vanessa Nakate en Archana Soreng, die op hun eigen manier de klimaatverandering proberen tegen te gaan, door zich bijvoorbeeld te verzetten tegen de komst van oliemaatschappijen, of er de gevolgen van dragen, door bijvoorbeeld een gebrek aan proper water. De meesten behoren tot de inheemse bevolking, of zijn mensen van kleur. Ze vond het belangrijk om ook hun stem te laten horen, aangezien zij vaak het minste bijdragen aan de klimaatverandering, maar er wel de meeste gevolgen van ondervinden. Als inspiratie diende Craigs Bengaalse kant van de familie die hard lijdt onder de klimaatveranderingen, terwijl ze er zelf vrijwel geen schuld aan hebben. Het boek werd geïllustreerd door de Afro-Amerikaanse Sabrena Khadija.
Het boek Stay Wild kwam uit in april 2021. Craig schreef enkele van de artikels in het boek, net als auteur Sian Lewis, chef-kok Gill Meller en Emily Eavis, medeorganisator van Glastonbury Festival.
In juni 2022 bracht Craig haar boek Birdgirl uit, nadat veertien uitgevers interesse in de rechten op het boek toonden. Uiteindelijk zou het voor meer dan honderdduizend pond verkocht zijn aan Penguin Random House en Jonathan Cape. Het boek is een mix van een autobiografie en een reisverhaal. In het Nederlands werd het boek uitgegeven als Vogelmeisje door Uitgeverij Prometheus. NRC was zeer positief over het (Nederlandstalige) boek en gaf het een vier op vijf. Op Goodreads kreeg het boek een 4,33/5 uit 87 beoordelingen. Een vervolg, getiteld Flight: Notes from Birdgirl, met illustraties van de Canadese Lynn Scurfield zou in juni 2023 moeten verschijnen.

## Erkenning

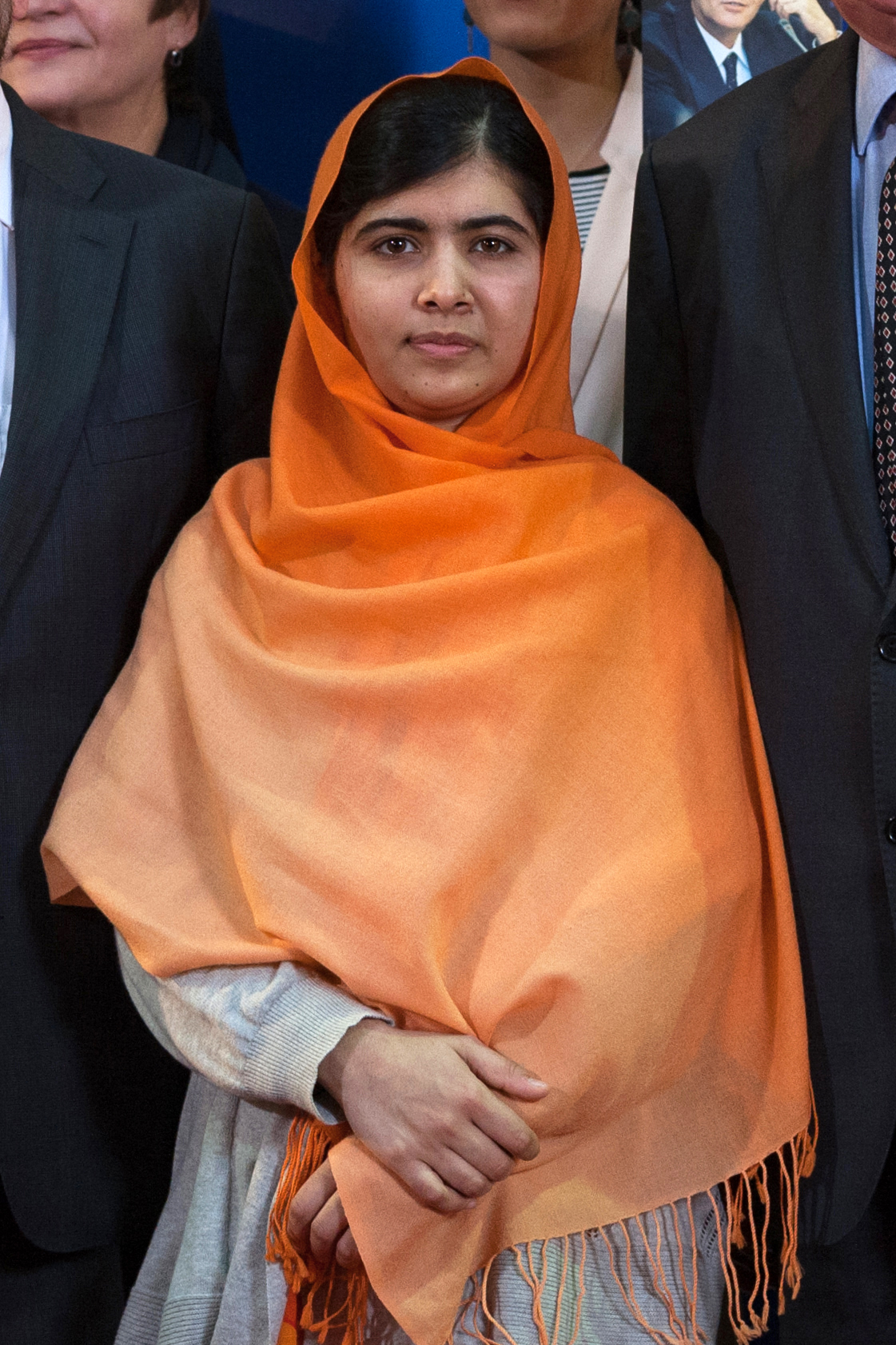
Malala Yousafzai in 2013

Begin 2020 ontving Craig een eredoctoraat in wetenschappen van de Universiteit van Bristol. Ze was toen zeventien jaar, en werd daardoor de jongste Brit die deze eer te beurt viel. Na Malala Yousafzai is ze bovendien de jongste persoon ter wereld. Yousafzai ontving in 2013, toen ze zestien jaar was, een Master of Arts van de Universiteit van Edinburg. De universiteit volgde Craig van zodra ze op tienjarige leeftijd in september 2011 begon als vrijwilliger bij Chew Valley Ringing Station, waar vogels worden geringd. De informatie die daar wordt vergaard, wordt doorgestuurd naar de British Trust for Ornithology. Op haar zestiende, de jongst mogelijke leeftijd, behaalde ze een C-vergunning, waarmee ze ook zelf vogels mag ringen. Ze werd genomineerd voor het eredoctoraat door Rich Pancost, die hoofd is van het departement Aardwetenschappen aan de universiteit. Hij leerde haar kennen in 2015, toen Bristol de European Green Capital Award won, en Craig hiervan een ambassadeur was.
De BBC maakte in 2010 een documentaire over Craig en haar familie, getiteld Twitchers: A Very British Obsession. Sindsdien is ze ook in andere televisieprogramma’s en podcasts te zien en te horen geweest. Daarnaast schrijft ze regelmatig opiniestukken voor kranten en tijdschriften, in 2022 voor het eerst in een Nederlandstalige publicatie, De Volkskrant. Craig vormde een van de inspiratiebronnen voor de boeken Across the Pond en Harriet's Ruffled Feathers van Amerikaans auteur Joy McCullough. In het boek 25 Tales of Women Who Protect the Earth werd er een kortverhaal, in sprookjesvorm, over haar geschreven.
In 2014 werd Craig opgenomen in een lijst met de meest prominente jongeren van Bristol, waaronder ook zanger George Ezra en actrice Maisie Williams. In zowel 2015 als 2020 werd ze genomineerd voor een Birder’s Choice Award, voor respectievelijk Blogger of the Year en Conservation Hero of the Year, naast onder andere bioloog David Attenborough, activiste Greta Thunberg en auteur George Monbiot. Ze won de Royal Bath and West Show Environmental Youth Award in 2017. Een jaar later was Craig Minister for Diversity op Chris Packhams People’s Walk for Wildlife, waar ze onder andere een publiek van tienduizend mensen toesprak over haar werk. In 2019 nam The Guardian haar op in hun 10 everyday heroes fighting to save the planet-lijst, en later dat jaar ook in de Top 15 World’s Biodiversity Activists. Bovendien stond Craig in zowel 2018 als 2020 in de Bristol Power List. In 2020 was ze genomineerd voor een Global Citizen Prize, de UK’s Hero Award, naast Mikaela Loach en de uiteindelijke winnaar Fatima Ibrahim.

### Wereldrecords
Craig bezit een aantal wereldrecords. Op 27 december 2015 bezocht ze Antarctica, waarmee ze de jongste persoon ooit werd om op elk continent vogels te spotten. Haar eerste waarnemingen op de andere continenten vonden plaats op 7 mei 2005 (Europa), 19 mei 2006 (Afrika), 20 december 2006 (Azië), 9 augustus 2010 (Zuid-Amerika), 28 augustus 2012 (Noord-Amerika) en 22 juli 2013 (Oceanië).
Op 20 september 2020 vestigde ze een tweede wereldrecord, namelijk dat van het meest noordelijke klimaatprotest. Ze deed dit op een blok zee-ijs, op breedtegraad 82.4°N, nadat ze daarnaartoe was gebracht door de Arctic Sunrise, een schip van Greenpeace. De organisatie was er aanwezig om het zeeleven te onderzoeken en de impact van de klimaatcrisis te documenteren. Het was vooral symbolisch, aangezien in 2020 de hoeveelheid zee-ijs toen het op een na laagste niveau was, na 2012, ten gevolge van de klimaatopwarming. Exact een jaar eerder, op 20 september 2019, voerde Duits astrofysicus Benjamin Eberhardt het meest zuidelijke klimaatprotest. Hij stond exact op de geografische zuidpool.
- Gemeinsame Normdatei: 1268749370
- International Standard Name Identifier: 0000 0005 0777 3505
- Nationale Bibliotheek van Tsjechië: osa20241219826
- Virtual International Authority File: 45164187804718201880